# Jerseyská libra

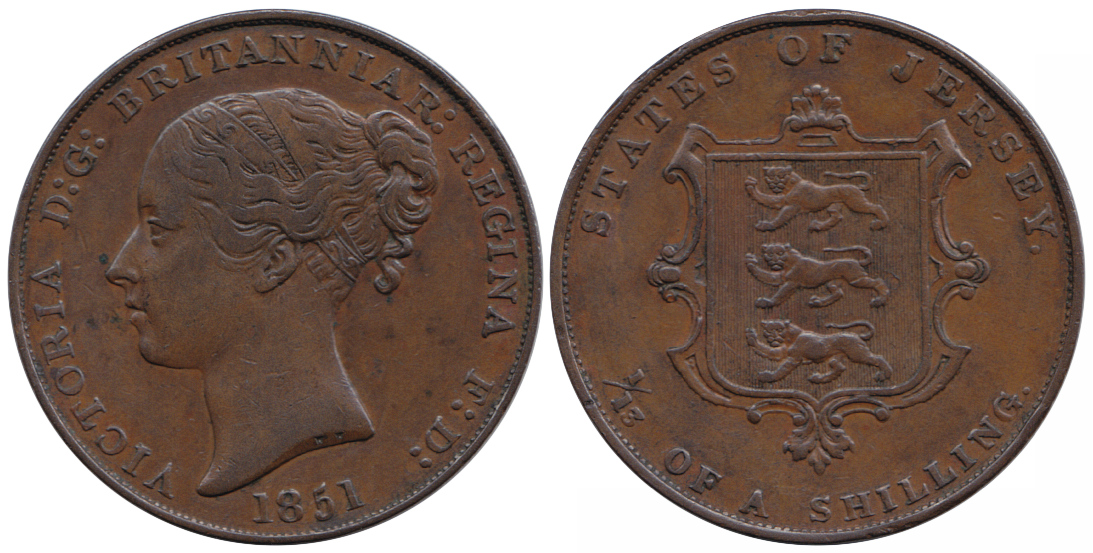
Měděná mince 1/13 šilinku, 1851, Jersey, královna Viktorie.

Jerseyská libra je platidlem Jersey, britského korunního závislého území. Jerseyská libra nemá vlastní ISO 4217 kód, je jen lokální variantou zákonného platidla celého království – libry šterlinků – ta má kód GBP. Jerseyská libra je tedy pevně navázána na britskou libru v poměru 1:1. Jedna setina libry se nazývá pence. Stejné postavení jako jerseyská libra mají i manská libra a guernseyská libra.
Ostrov Jersey vydává vlastní mince i bankovky. Existence odlišných motivů na bankovkách a mincích jerseyské libry dokazuje vysoký stupeň volného svazku mezi ostrovem a královstvím a podporuje národní uvědomění na ostrově. Mince i bankovky jsou směnitelné se všemi ostatním variantami libry šterlinků.

## Mince a bankovky
Mince jerseyské libry mají hodnoty  1, 2, 5, 10 a 50 pencí, dále 1 a 2 liber. 
Bankovky jsou tištěny v hodnotách 1, 5, 10, 20, 50 liber